# عبد العظيم المغربي
عبد العظيم المغربي مفكر قومي عربي ونائب الأمين العام لاتحاد المحامين العرب وعضو سابق في مجلس الشعب المصري.
شغل منصب السكرتير العام الأسبق لاتحاد نقابات عمال مصر، وكان نائب رئيس الحزب العربي الديمقراطي الناصري سابقاً. شارك في مؤتمرات وندوات عربية وعالمية.